# Municipio de Constantine
El municipio de Constantine (en inglés: Constantine Township) es un municipio ubicado en el condado de St. Joseph, en el estado estadounidense de Míchigan. En el año 2010 tenía una población de 4217 habitantes y una densidad poblacional de 45,71 personas por km². El municipio de Constantina debe su nombre al emperador romano Constantino el Grande.

## Geografía
El municipio de Constantine se encuentra ubicado en las coordenadas 41°50′53″N 85°41′59″O / 41.84806, -85.69972. Según la Oficina del Censo de los Estados Unidos, el municipio tiene una superficie total de 92.26 km², de la cual 89.28 km² corresponden a tierra firme y (3.24%) 2.99 km² es agua.

## Demografía
Según el censo de 2010, había 4217 personas residiendo en el municipio de Constantine. La densidad de población era de 45,71 hab./km². De los 4217 habitantes, el municipio de Constantine estaba compuesto por el 93.91% blancos, el 1.16% eran afroamericanos, el 0.59% eran amerindios, el 0.59% eran asiáticos, el 1.3% eran de otras razas y el 2.44% pertenecían a dos o más razas. Del total de la población el 2.54% eran hispanos o latinos de cualquier raza.